# Cycloptilum abstrusum
Cycloptilum abstrusum är en insektsart som beskrevs av Otte, D. och Perez-gelabert 2009. Cycloptilum abstrusum ingår i släktet Cycloptilum och familjen Mogoplistidae. Inga underarter finns listade i Catalogue of Life.